# Közlemények Szepes Vármegye Múltjából
A Közlemények Szepes Vármegye Múltjából Szepes Vármegye Törvényhatóságának és a Szepesmegyei Történelmi Társulatnak támogatásával 1909–18 között negyedévente megjelent folyóirat. A folyóiratot Förster Jenő vármegyei levéltárnok szerkesztette. A folyóirat éves előfizetési díja hat korona volt. 
(…) kiterjeszkedünk a kulturális élet minden megnyilvánulására, tehát egyebek közt a közgazdasági, jogi, művészi, nyelvi, irodalmi viszonyokra is. Figyelemmel fogjuk kisérni a Szepességre vonatkozó irodalmi művek megjelenését, ismertetjük és érdemük szerint méltatjuk őket. Tájékoztatni fogjuk olvasóinkat vármegyénk kicsiny tudományos életének külső eseményeiről, különösen a Történelmi Társulat ügyeiről.